# Zapolice (powiat Zduńskowolski)
Zapolice is een dorp in het Poolse woiwodschap Łódź, in het district Zduńskowolski. De plaats maakt deel uit van de gemeente Zapolice en telt 730 inwoners.